# شهرستان آنبیون
شهرستان آنبیون (کره‌ای: 안변군) یک شهرستان در شرق کره شمالی (شرق شبه‌جزیره کره) است که در تابعیت استان گانگوون قرار دارد.

## تقسیمات اداری
شهرستان آنبیون به ۱ شهرک، ۲ منطقهٔ کارگری، و ۲۸ روستای تابعه تقسیم شده است.
| - ‌ شهرک‌ها - آنبیون (안변읍، Anbyŏn-ŭp) - مناطق کارگری - آپگانگ (앞강로동자구، Apkang-rodongjagu) - ریونگدده (룡대로동자구، Ryongdae-rodongjagu) - روستاها - اوک (옥리، Ong-ni) - اوگیه (오계리، Ogye-ri) - بونگسان (봉산리، Pongsal-li) - به‌هوا (배화리، Paehwa-ri) - به‌یانگ (배양리، Paeyang-ni) - بیسان (비산리، Pisal-li) - پونگهوا (풍화리، P’unghwa-ri) - چونسام (천삼리، Ch’ŏnsam-ni) - دونگپو (동포리، Tongp’o-ri) - ریوگهوا (륙화리، Ryukhwa-ri) - ریونگسونگ (룡성리، Ryongsŏng-ni) - ریونگشین (령신리، Ryŏngshil-li) | - روستاها (ادامه) - چونگ‌پیونگ (중평리، Chungp’yŏng-ni) - ساپیونگ (사평리، Sap’yŏng-ni) - سامسونگ (삼성리، Samsŏng-ni) - سانگوم (상음리، Sangŭm-ni) - سوراک‌دونگ (수락동리، Suraktong-ni) - سونگسان (송산리، Songsal-li) - شینهوا (신화리، Shinhwa-ri) - گواپیونگ (화산리، Kwap’yŏng-ni) - موپونگ (모풍리، Mop’ung-ni) - مونسو (문수리، Munsu-ri) - میهیون (미현리، Mihyŏl-li) - نام‌گیه (남계리، Namgye-ri) - نه‌سان (내산리، Naesal-li) - وولّانگ (월랑리، Wŏllang-ni) - هاکچون (학천리، Hakch’ŏl-li) - هواسان (화산리، Hwasal-li) |

## تاریخ
استان قدیمی هامگیونگ جنوبی به شکل مدرن آن در ماه اوت ۱۸۹۶ میلادی تاسیس شد. شهرستان آن‌بیون در تابعیت این استان قرار گرفت.
پس از برقراری حاکمیت استعماری ژاپن بر کره در سال ۱۹۱۰ میلادی، این استان، بدون تغییر خاصی، ادامه یافت. علاوه بر نام رسمی کره‌ای آن، «آن‌بیون»، نام ژاپنی آن نیز (تلفظ ژاپنی همان نویسه‌های چینی بازتاب‌دهندهٔ نام این استان)، شهرستان آنپِن (به ژاپنی: 安辺郡، برگردان به لاتین: Anpen-gun) به رسمیت رسید. در آن دوران، شهرستان آن‌بیون/آنپِن متشکل از هفت قصبه بود:
1. قصبهٔ آن‌بیون/آنپِن (안변면، 安辺面، Anbyŏn-myŏn/Anpen-men)
2. قصبهٔ آندو/آندو (안도면، 安道面، Ando-myŏn/Andō-men)
3. قصبهٔ به‌هوا/بایکا (안도면، 瑞穀面، Ando-myŏn/Baika-men)
4. قصبهٔ سوگوانگسا/شاکوئوجی (석왕사면، 釈王寺面، Sŏgwangsa-myŏn/Shakuōji-men)
5. قصبهٔ سوگوک/زوی‌کوکو(서곡면، 培花面، Sŏgok-myŏn/Zuikoku-men)
6. قصبهٔ شین‌گوسان/شین‌کوزان (신고산면، 新高山面، Shingosan-myŏn/Shinkōzan-men)
7. قصبهٔ شینمو/شینبو (신모면، 新茅面، Shinmo-myŏn/Shinbō-men)

پس از استقلال کره از ژاپن در سال ۱۹۴۵ میلادی، این کشور به دو نیمه تقسیم شد. استان هامگیونگ جنوبی و شهرستان آن‌بیون در کره شمالی قرار گرفتند.
در سپتامبر ۱۹۴۶ میلادی، در تابعیت اداره مدنی شوروی، دولت کمیته خلق کره شمالی، شهرستان آن‌بیون را (به همراه شهر وون‌سان و شهرستان مونچون) از استان هامگیونگ جنوبی  به استان گانگوون منتقل کرد.
در پی قطعی شدن مرز بین دو کره، در دسامبر سال ۱۹۵۲ میلادی، در کره شمالی، «قصبه» به‌عنوان یک واحد اداری بالکل منحل شد. در عوض، روستاهای کوچکتر و بزرگتر در جای‌جای کشور با هم تجمیع شده و وظایف اداری بیشتری به آن‌ها سپرده شد، و آن‌ها عملا به سطح سوم تقسیمات کشوری، مستقیما تابعهٔ شهرستان‌ها تبدیل شدند.
در همان تاریخ و در چهارچوب این پروسه، اراضی دو قصبهٔ منحل شدهٔ «شین‌گوسان» [신고산면] و «سوگوانگسا» [석왕사면]، شامل ۲۶ روستا، از شهرستان آن‌بیون جدا شده و شهرستان گوسان را تشکیل دادند.
در همان تاریخ و در چهارچوب این پروسه، بخشی از قصبهٔ منحل شدهٔ «شین‌گوسان» [신고산면]، به همراه اراضی شهرستان‌های همسایه، شهرستان سه‌پو را تشکیل داد.
در همان تاریخ، بخش کوچکی در شمال شهرستان تونگچون نیز، شامل روستای «سانگوم» [상음리] به شهرستان آن‌بیون منتقل شد.
در طول این پروسه، روستاهای مختلف این شهرستان، (و اراضی برخی مناطق همسایه)به شرح زیر ادغام شده و به ۱ شهرک و ۳۱ روستای نهائی تبدیل شدند:
- مجموعا ۱۳۰ روستا شامل:
  - ۱۹ روستا از قصبهٔ «آن‌بیون»
  - ۲۴ روستا از قصبهٔ «آندو»
  - ۲۴ روستا از قصبهٔ «به‌هوا»
  - ۲ روستا از قصبهٔ «سوگوانگسا»
  - ۳۱ روستا از قصبهٔ «سوگوک»
  - ۲۵ روستا از قصبهٔ «شینمو»
  - ۶ روستا از قصبهٔ «هوپگوک»، شهرستان تونگچون
  - ۳ ناحیه (که به روستا تغییر وضعیت داده شدند) از ناحیهٔ‌ «میونگسا»،‌ شهر وو‌ن‌سان

پروسهٔ انحلال قصبه‌های فوق‌الذکر و ادغام روستاها در شهرستان آن‌بیون به شرح زیر می‌باشد:
- شهرک
  1. آن‌بیون [안변읍] از ادغام روستاهای «اوک» [옥리]، «بیئون» [비운리]، «سوک‌گیو» [석교리]، «گوانام» [과남리]، «مون‌وئ» [문외리]، «هاکسونگ» [학성리]، «هونگمون» [홍문리]، «یونگچون» [영춘리] (قصبهٔ منحل شدهٔ «آن‌بیون»)

- روستاها
  1. اوگیه [오계리] از ادغام روستاهای «اوچون» [오천리]، «اوگیه»، «گاپیونگ» [가평리] (قصبهٔ منحل شدهٔ «آندو»)
  2. به‌هوا [배화리] از ادغام روستاهای «اوئون» [어은리]، «سونگسان» [송산리]، «مونبونگ» [문봉리]، «نه‌وون» [내원리]، «هه‌چون» [해천리] (قصبهٔ منحل شدهٔ «به‌هوا»)
  3. به‌یانگ [배양리] از ادغام روستاهای «اوکچون» [옥천동]، «سونگ‌گانگ» [송강동]، «شین» [신리]، ناحیهٔ «جیگیونگ» [지경동] (قصبهٔ منحل شدهٔ «به‌هوا»، شهرستان آن‌بیون و ناحیهٔ منحل شدهٔ «میونگسا»، شهر وون‌سان)
  4. بیسان [비산리] از ادغام روستای «بیسان» و بخشی از روستای «میونگ‌گوک» [명곡리] (قصبهٔ منحل شدهٔ «آن‌بیون»)
  5. پونگهوا [풍화리] از ادغام روستاهای «بانگهوا» [방화리]، «بانگّیو» [방교리]، «پونگ‌سانگ» [풍상리]، «پونگها» [풍하리]، «هانسا» [한사리] (قصبهٔ منحل شدهٔ «به‌هوا»)
  6. جونگانگ [중앙리] از ادغام روستاهای «تاپ» [탑리]، «دودوک» [두득리]، «گانسو» [강서리] (قصبه‌ٔ منحل شدهٔ «آن‌بیون»)
  7. جوئام [주암리] از ادغام روستاهای «او» [오리]، «بوسونگ» [보성리]، «جوئام»، «سوئام» [수암리] (قصبهٔ منحل شدهٔ «سوگوک»)
  8. چونسام [천삼리] از ادغام روستاهای «چون‌یانگ» [천양리]، «سوریو» [수려리]، «یونگ‌یون» [용연리] (قصبه‌های منحل شدهٔ «آن‌بیون» و «به‌هوا»)
  9. چیلبونگ[칠봉리] از ادغام روستاهای «سا» [사리]، «گیه‌جا» [계자리]، «مائو» [마우리]، «هو» [후리] (قصبهٔ منحل شدهٔ «سوگوک»)
  10. دونگپو [동포리] از ادغام روستاهای «پو» [포리]، «دونگسان» [동산리] (قصبهٔ منحل شدهٔ «سوگوک»)
  11. ریونگده [룡대리] از ادغام روستاهای «ده‌ده» [대대리]، ، «ریونگ‌سانگ» [룡상리]، «ریونگهیون» [룡현리]، «گیه‌سان» [계산리]، «هاگیک» [학익리] (قصبهٔ منحل شدهٔ «سوگوک»)
  12. ریونگ‌سونگ [룡성리] از ادغام روستاهای «ریونگ‌پیونگ» [룡평리]، «سانگنام» [상남리]، «سوکبانگ» [석방리]، «سونگو» [성우리]، «یول» [율리] (قصبهٔ منحل شدهٔ «سوگوک»)
  13. ریونگشین [령신리] از ادغام روستاهای «ریونگ سفلی (هاریونگ)» [하령리]، «ریونگ علیا (سانگ‌ریونگ)» [상령리]، «شین‌گون» [신곤리] (قصبهٔ منحل شدهٔ «شینمو»)
  14. ساپیونگ [사평리] از ادغام روستاهای «ساگو سفلی (هاساگو)» [하사고리]، «ساگو علیا (سانگ‌ساگو)» [상사고리]، ناحیه‌های «پوپیونگ» [포평동]، «سادون» [사둔동] (قصبهٔ منحل شدهٔ «به‌هوا»، شهرستان آن‌بیون و ناحیهٔ منحل شدهٔ «میونگسا»، شهر وون‌سان)
  15. سامسونگ [삼성리] از ادغام روستاهای «پان‌گی» [판기리]، «داجون سفلی (هاداجون)» [하다전리]، «داجون علیا (سانگ‌داجون)» [상다전리] (قصبهٔ منحل شدهٔ «شینمو»)
  16. سانگجا [상자리] از ادغام روستاهای «جونگ» [중리]، «سانگ» [상리]، «گوانگجا» [광자리] (قصبهٔ منحل شدهٔ «سوگوک»)
  17. سانگوم [상음리] از ادغام روستاهای «سانگما» [상마리]، «سانگوم» [상음리]، «شین‌گوک» [신곡리]، «شین‌یانگ» [신양리]، «هاپجین» [합진리]، «هادونگ» [하동리]، «یوندونگ» [연동리] (قصبه‌های منحل شدهٔ «آندو» و «هوپگوک»)
  18. سوراکدونگ [수락동리] از ادغام روستاهای «دونگده» [동대리]، «سوئاک» [수악리]، «ناکچون» [낙천리] (قصبهٔ منحل شدهٔ «به‌هوا»)
  19. سوسانگ [수상리] از ادغام روستاهای «چانگ» [창리]، «سانگیل» [상일리]، «سوسونگ» [수성리]، «نونک» [능리] (قصبهٔ منحل شدهٔ «سوگوک»)
  20. شینهوا [영신리] از ادغام روستاهای «ایوون» [이원리]، «سوکبیون» [석변리]، «شین‌سونگ» [신성리]، «موچانگ» [모창리]، «یانگ‌میونگ» [양명리]، «یونگپو» [용포리] (قصبهٔ منحل شدهٔ «شینمو»)
  21. گواپیونگ [과평리] از ادغام روستاهای «جانگهیون» [장현리]، «جونگپیونگ» [중평리]، «میدوک» [미득리]، «یونگون» [용운리]، بخشی از روستای «سانگدوک» [상덕리] (قصبهٔ منحل شدهٔ «آندو»)
  22. گیوون [규운리] از ادغام روستاهای «ریون‌گون سفلی (هاریون‌گون)» [하룡운리]، «ریون‌گون علیا (سانگ‌ریون‌گون)» [상룡운리]، «گیوون»، «هواسان علیا (سانگ‌هواسان)» [상화산리] (قصبه‌های منحل شدهٔ «آن‌بیون» و «سوگوانگسا»)
  23. موپونگ [모풍리] از ادغام روستاهای «اوجی» [어지리]، «دونام» [두남리]، «نه‌وون‌سان» [내원산리]، «هیوجا» [효자리]، «یانگجی» [양지리]، «یول» [율리] (قصبهٔ منحل شدهٔ «شینمو»)
  24. مونسو [문수리] از ادغام روستاهای «دوکسان» [덕산리]، «گومچون» [금천리]، «گونگسوجون» [공수전리]، «مونگوک» [문곡리] (قصبهٔ منحل شدهٔ «شینمو»)
  25. میهیون [미현리] از ادغام روستاهای «بیولهاسان» [별하산리]، «میهیون» (قصبه‌‌های منحل شدهٔ «آن‌بیون» و «شینمو»)
  26. نامچون [남천리] از ادغام روستاهای «جونگنام» [대대리]، «هانام» [하남리]، «هانچون» [한천리]، «هائیل» [하일리] (قصبهٔ منحل شدهٔ «سوگوک»)
  27. نام‌گیه [중앙리] از ادغام روستاهای «جوجون» [조전리]، «سونگجون» [송전리] (قصبه‌ٔ منحل شدهٔ «آن‌بیون»)
  28. نه‌سان [내산리] از ادغام روستاهای «چاسان» [차산리]، «چونّه» [천내리] (قصبهٔ منحل شدهٔ «شینمو»)
  29. وولّانگ [월랑리] از ادغام روستاهای «ایسوک» [입석리]، «نانگ‌سونگ» [낭성리]، «وولپو» [월포리] (قصبهٔ منحل شدهٔ «آندو»)
  30. هاکچون [학천리] از ادغام روستاهای «سونگهاک» [송학리]، «سوهانگ» [수항리]، «شین‌گی» [신기리]، «گواکها» [곽하리] (قصبه‌های منحل شدهٔ «آن‌بیون» و «به‌هوا»)
  31. یوکهوا [육화리] از ادغام روستاهای «اوئون» [어운리]، «ده‌وا» [대와리]، «هاوا» [하와리]، بخشی از «بیسان» [비산리]، «سانگدوک» [상덕리]، «میونگ‌گوک» [명곡리] (قصبهٔ منحل شدهٔ «آندو»)

در اکتبر ۱۹۵۴ میلادی، یک سال پس از پایان جنگ کره، ۴ عدد روستا مجددا تأسیس شدند. (۱ شهرک، ۳۵ روستا) با جدائی از شهرک «آن‌بیون»،‌ روستای «اوک» [옥리] بازتأسیس شد. با جدائی از روستای «گواپیونگ»، روستای «جونگ‌پیونگ» [중평리 بازتأسیس شد. با جدائی از روستای «به‌هوا»، روستای «سونگسان» [송산리] بازتأسیس شد. با جدائی از روستای «به‌یانگ»، روستای «بونگسان» [봉산리] برای اولین بار تأسیس شد.
در نوامبر ۱۹۶۳ میلادی، نام روستای «گیوون» [규운리] به «هواسان» [화산리] تغییر یافت.
در اکتبر ۱۹۶۷ میلادی، روستای «جوئام» [주암리] منحل شده و ضمیمهٔ روستای «چیلبونگ» شد.
در همان تاریخ، روستای «ریونگده» [룡대리] به منطقهٔ کارگری [룡대로동자구] ارتقاء یافت. (۱ شهرک، ۱ منطقهٔ کارگری، ۳۳ روستا)
در سال ۱۹۷۲ میلادی، روستای‌ «جونگانگ» [중앙리] تغییر نام داده و به منطقهٔ کارگری «آپگانگ» [앞강노동자구] ارتقاء یافت. (۱ شهرک، ۲ منطقهٔ کارگری، ۳۲ روستا)
در سال ۱۹۸۴ میلادی، چهار روستای «چیلبونگ»، «سانگجا»، «سوسانگ»، و «نامچون» از شهرستان آن‌بیون جدا شده و ضمیمهٔ شهر وون‌سان شدند، مساحتی حدود ۷۵ کیلومتر مربع. (۱ شهرک، ۲ منطقهٔ کارگری، ۲۸ روستا)